# Марица (футбольный клуб)
«Ма́рица» — болгарский футбольный клуб из Пловдива, выступающий в Профессиональной футбольной группе «Б» (Восток). Основан 20 мая 1921 путём объединения двух местных клубов «Вампир» и «Трите конски сили». Клуб трижды пытался закрепиться в группе «А», но сразу же вылетал обратно в низший дивизион.
В своей истории клуб четыре сезона в группе «А» (1967/68 — 16 место, 1969/70 — 14 место, 1970/71 — 16 место и 1996/97 — 14 место), полуфиналист Национального Кубка 1987 и 1997 годов. Цвета — желтый и синий. Свои матчи он проводит на стадионе «Марица» (на 5000 зрителей) в районе Сахарного завода, Каршияка. Лучший бомбардир за всю историю — Венко Мендизов с 77 голами. Больше всего матчей за команду ведет голкипер Илья Николов, который является активным игроком. Самые известные тренеры команды — Атанас Манолов, Георгий Найденов, Михаил Душев и Петар Зехтински.

## Достижения
- Полуфиналист Кубка Болгарии (2): 1987, 1997